# Androcymbium buchubergense
Androcymbium buchubergense är en tidlöseväxtart som beskrevs av U.Müll.-doblies och D.Müll.-doblies. Androcymbium buchubergense ingår i släktet Androcymbium och familjen tidlöseväxter.
Artens utbredningsområde är Namibia. Inga underarter finns listade i Catalogue of Life.